# Kommunalträger-Zulassungsverordnung
Die Verordnung zur Zulassung von kommunalen Trägern als Träger der Grundsicherung für Arbeitsuchende (Kommunalträger-Zulassungsverordnung – KomtrZV) in Deutschland regelt im Bereich des SGB II (Arbeitslosengeld II), welche kommunalen Träger als sogenannte Optionskommunen die alleinige Trägerschaft der Grundsicherung für Arbeitsuchende übernehmen können. Die Ermächtigungsgrundlage ist § 6a Abs. 2 SGB II.
Die in der Anlage aufgeführten kommunalen Träger sind in der Liste der Optionskommunen aufgelistet.

## Zulassung
Ursprünglich war die Kommunalträger-Zulassungsverordnung bis zum 31. Dezember 2010 befristet und die Anzahl der Optionskommunen auf exakt 69 begrenzt. Mit dem Gesetz zur Weiterentwicklung der Organisation der Grundsicherung für Arbeitsuchende vom 3. August 2010 wurden neue Kriterien für Optionskommunen eingeführt, die die bestehenden Optionskommunen bis zum 30. September 2010 erfüllen mussten, damit die Zulassung auf unbestimmte Zeit verlängert wird.
Gleichzeitig können auf Grundlage dieser Richtlinien in bestimmten Zeiträumen neue Optionskommunen zugelassen werden. Der erste solche Zeitraum galt bis zum 31. Dezember 2010 mit Wirkung zum 1. Januar 2012, der nächste Zeitraum wird vom 30. Juni bis zum 31. Dezember 2015 mit Wirkung zum 1. Januar 2017 sein. Die Anzahl der Optionskommunen darf 25 Prozent aller Grundsicherungsträger nicht überschreiten. (§ 6a Abs. 4 SGB II)
Eine Optionskommune muss:
- geeignet sein, die Aufgaben zu erfüllen. Details hierzu sind in der Kommunalträger-Eignungsfeststellungsverordnung festgelegt.
- sich bereit erklären, eine besondere Einrichtung nach § 6a Abs. 5 SGB II zu schaffen, um ihre Aufgaben zu erfüllen.
- sich verpflichten, mindestens 90 Prozent der Arbeitnehmer und Beamten, die zum Zeitpunkt der Zulassung mindestens 24 Monate in der örtlichen Arbeitsagentur bzw. im Jobcenter tätig waren, zu übernehmen.
- sich verpflichten, eine Zielvereinbarung mit der zuständigen Landesbehörde über die Leistungen nach dem SGB II abzuschließen.
- sich verpflichten, die Sozialdaten nach § 51b SGB II an die Arbeitsagentur zu übermitteln.

Über die Zulassung entscheidet das Bundesministerium für Arbeit und Soziales.
Nach § 6c gehen die Beamten und Arbeitnehmer bei der Neuzulassung eines kommunalen Trägers in den Dienst der Optionskommune über. Die Beamten können ohne Zustimmung der Bundesagentur wieder zurückversetzt werden, jedoch nur bis die Zahl von 10 Prozent aller übergetretenen Beschäftigten erreicht ist. Wird die Zulassung eines kommunalen Trägers entzogen, gehen die Beamten und Arbeitnehmer, die Aufgaben der Arbeitsagentur nach § 6 Abs. 1 SGB II erfüllt haben, in dessen Dienst über.